# Cy Young

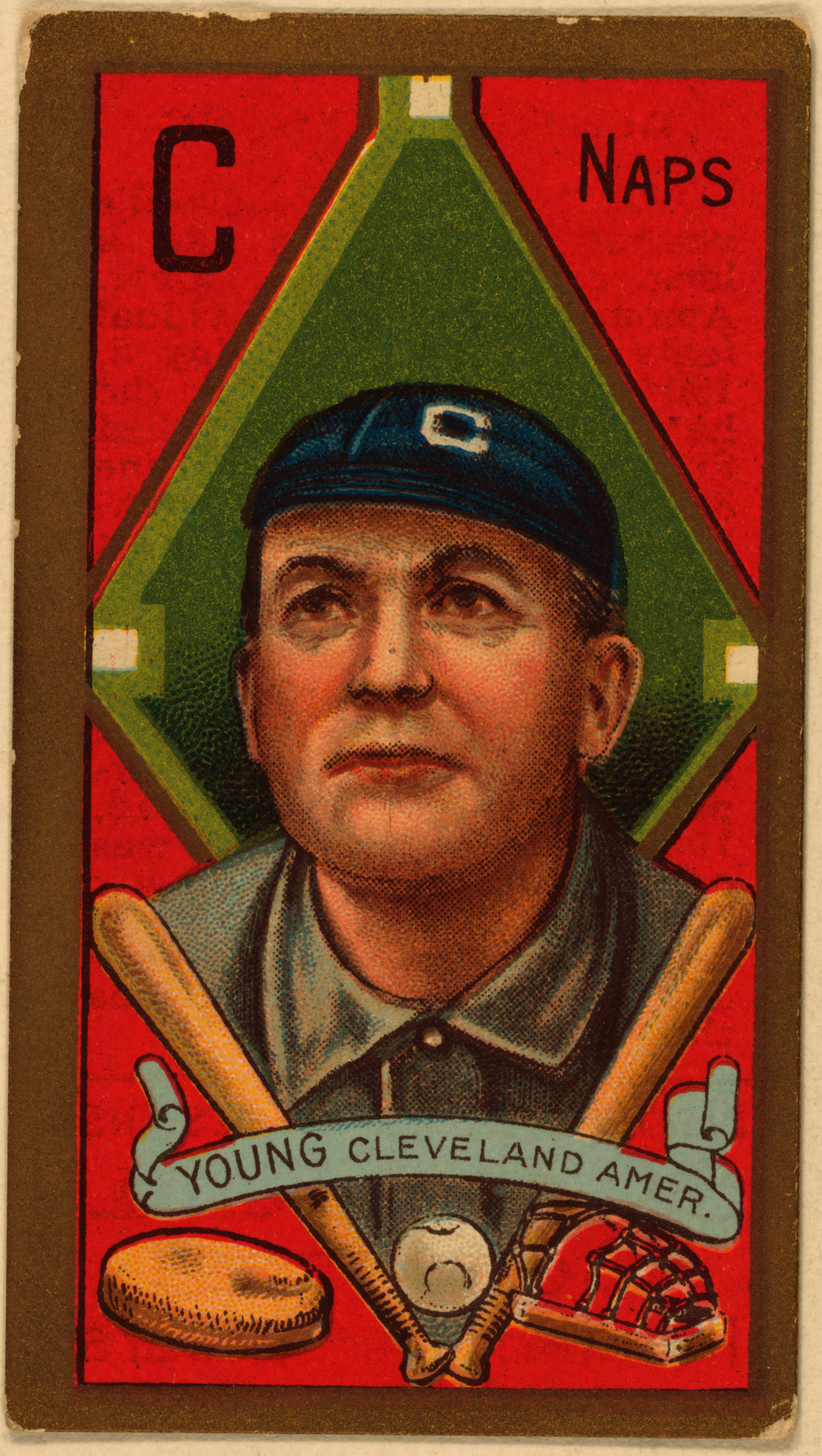
Cy Young

Denton True «Cy» Young (Gilmore, Ohio, 29 de març de 1867 – Newcomerstown, Ohio, 4 de novembre de 1955) va ser un llançador de beisbol estatunidenc, jugador de cinc equips de beisbol professionals diferents entre 1890 i 1911. Va establir nombrosos rècords com a llançador professional durant els 22 anys de la seva trajectòria en la Major League Baseball (MLB), molts dels quals han romàs un segle. Young es va retirar amb 511 victòries (wins), el nombre més alt en tota la història de la MLB i 94 més que Walter Johnson, el segon de la llista.
En honor de les aportacions de Young, la MLB va crear el Premi Cy Young, que anualment es dona al llançador més efectiu d'entre les dues lligues, elegit per votació. El saló de la fama del beisbol va afegir Young el 1939. En la seva carrera professional, en Young va guanyar més de 30 jocs en cinc temporades, així com 20 o més en deu altres temporades. A més, va aconseguir tres cops un no-hitter (partit en què un dels equips aconsegueix que cap jugador de l'altre equip faci un hit, és a dir, arribi a una base), essent un d'ells el primer partit perfecte (un no-hitter total, en què l'equip que el rep no arriba a cap base de cap manera) de la història moderna del beisbol.
A més del de victòries, en Young té els rècords MLB d'entrades llançades (innnings pitched), amb 7.355; el major nombre de partits començats (games started), amb 815; i partits complets (complete games), amb 749. A més, va obtenir 316 derrotes (losses), també un record —l'altre únic en arribar als 300 va ser Pud Galvin. També va tenir 76 career shoutouts, essent el quart en la classificació històrica.